# سوبارناپور، اودیسا
سوبرانپور (به انگلیسی: Subarnapur) یک شهرک و شهرداری در هند است که در شهرستان سوبارناپور واقع شده‌است. سوبرانپور ۲٬۲۸۴٫۸۹ کیلومتر مربع مساحت و ۱۷٬۵۳۵ نفر جمعیت دارد و ۱۲۱ متر بالاتر از سطح دریا واقع شده‌است.